# Centromachus euglyptus
Genre
Espèce
Synonymes
- Eoscorpius euglyptus Peach, 1883

Centromachus euglyptus, unique représentant du genre Centromachus, est une espèce fossile de scorpions de la famille des Centromachidae.

## Distribution
Cette espèce a été découverte à Glencartholm en Écosse. Elle date du Carbonifère.

## Systématique et taxinomie
Cette espèce a été décrite sous le protonyme Eoscorpius euglyptus par Peach en 1883. Elle est placée dans le genre Centromachus par Thorell et Lindström en 1885.

## Publications originales
- Peach, 1883 : « A new species of fossil scorpions from the Carboniferous rocks of Scotland and the English borders, with a review of the genera Eoscorpius and Mazonia of Messrs. Meek and Worthen. » Transactions of the Royal Society of Edinburgh, vol. 30, p. 397–412 (texte intégral).
- Thorell & Lindström, 1885 : « On a Silurian scorpion from Gotland. » Bihang till Kongl. Svenska Vetenskaps-Akademiens Handlingar, vol. 21, no 9, p. 1–33.